# Iglesia de San Miguel Arcángel (Vilna)
La iglesia de San Miguel Arcángel (en lituano: Šv. Mykolo bažnyčia) es un antiguo edificio religioso católico que localizado en Vilna, Lituania, que se utiliza como museo del patrimonio eclesiástico. La iglesia forma parte del centro histórico de Vilna, Patrimonio de la Humanidad por la Unesco.

## Historia
En los años 1594-97, el canciller del Gran Ducado de Lituania, Lew Sapieha, encargó la construcción de la iglesia como mausoleo para su familia. La construcción se terminó en torno a 1604, pero en 1627 se derrumbó el tejado; más tarde, el albañil Jonas Kajetka la reconstruyó. Durante la guerra con Moscú de 1655-61, los cosacos incendiaron y devastaron la iglesia; fue restaurada en 1663-73. En el primer cuarto del siglo XVIII se construyó un campanario barroco. 
Las autoridades zaristas cerraron la iglesia en 1888 y en 1905 volvió a la familia Sapieha, que la renovó en 1905-12. En 1933, tanto la iglesia como el monasterio fueron renovados de nuevo bajo la supervisión de Stanislaw Lorentz. En 1972-2006, en la iglesia funcionó el Museo de Arquitectura de Lituania. 
En el año 2009 se inauguró en la iglesia el Museo del Patrimonio Eclesiástico, que exhibe los objetos sacros más antiguos. En el centro de la exposición se encuentra el tesoro de la catedral de Vilna. En el museo se celebran conferencias, conciertos y presentaciones de libros. Los programas educativos para niños y adultos presentan la historia de la Iglesia, el arte sacro y la arquitectura de Lituania.

## Arquitectura
La armoniosa fachada encalada de San Miguel está construida en un estilo de transición del renacimiento al barroco; hay torres gemelas con elegantes capiteles barrocos a ambos lados. La fachada está dividida por pilastras con capiteles originales decorados con motivos florales; el frontón tiene un friso, también con motivos florales. En lo alto del campanario se encuentra una veleta de hierro del siglo XVIII que representa a San Miguel Arcángel aplastando al diablo bajo sus pies. 
El interior es rico pero austero. Es un espacio de una sola nave con bóvedas de cañón (en un patrón de estrellas, corazones y rosetas). El altar mayor es de estilo renacentista tardío (primera mitad del siglo XVII), hecho de mármol negro, rojo, marrón y verde oscuro, decorado con alabastro blanco; los altares laterales son rococó (siglo XVIII).

## Galería

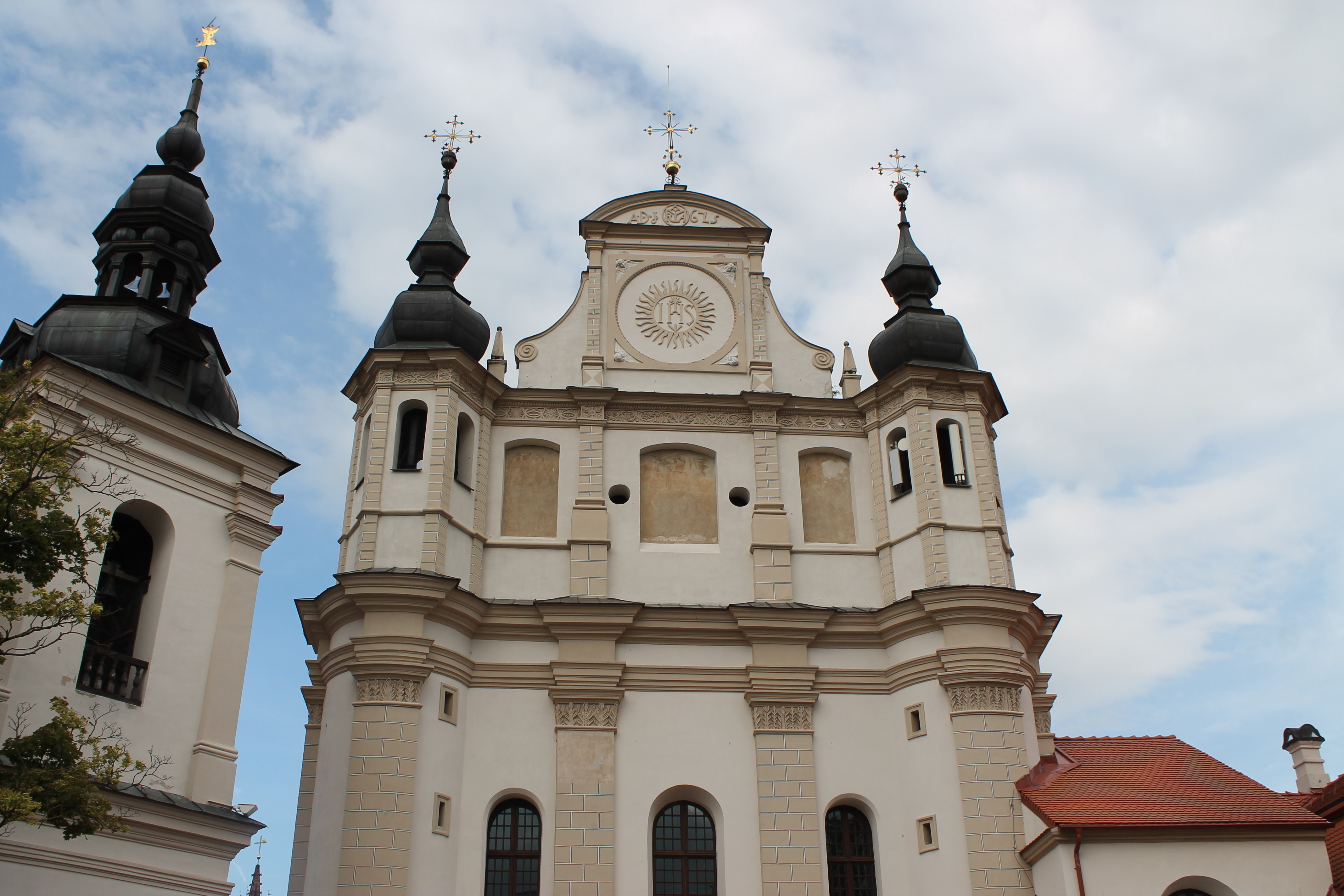
Detalle de la fachada
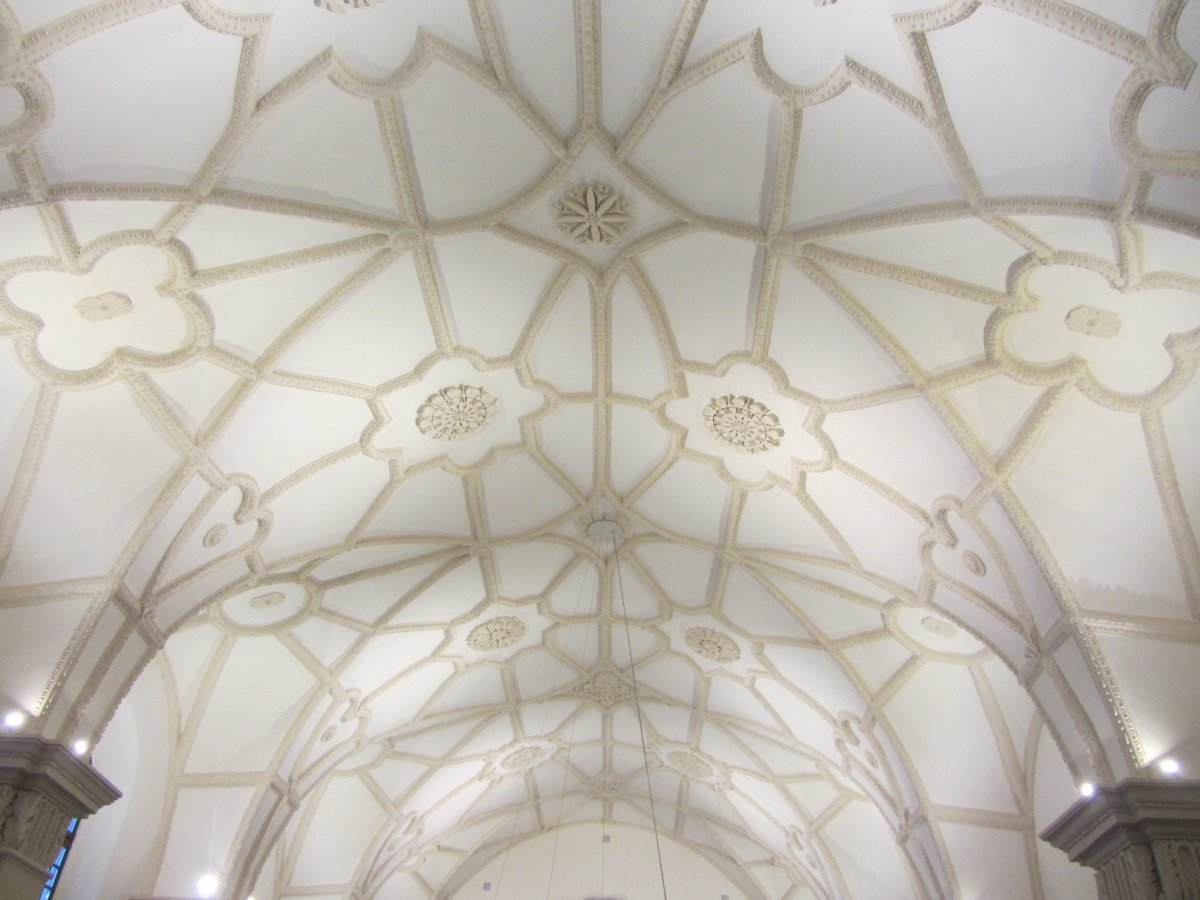
Decoración del techo
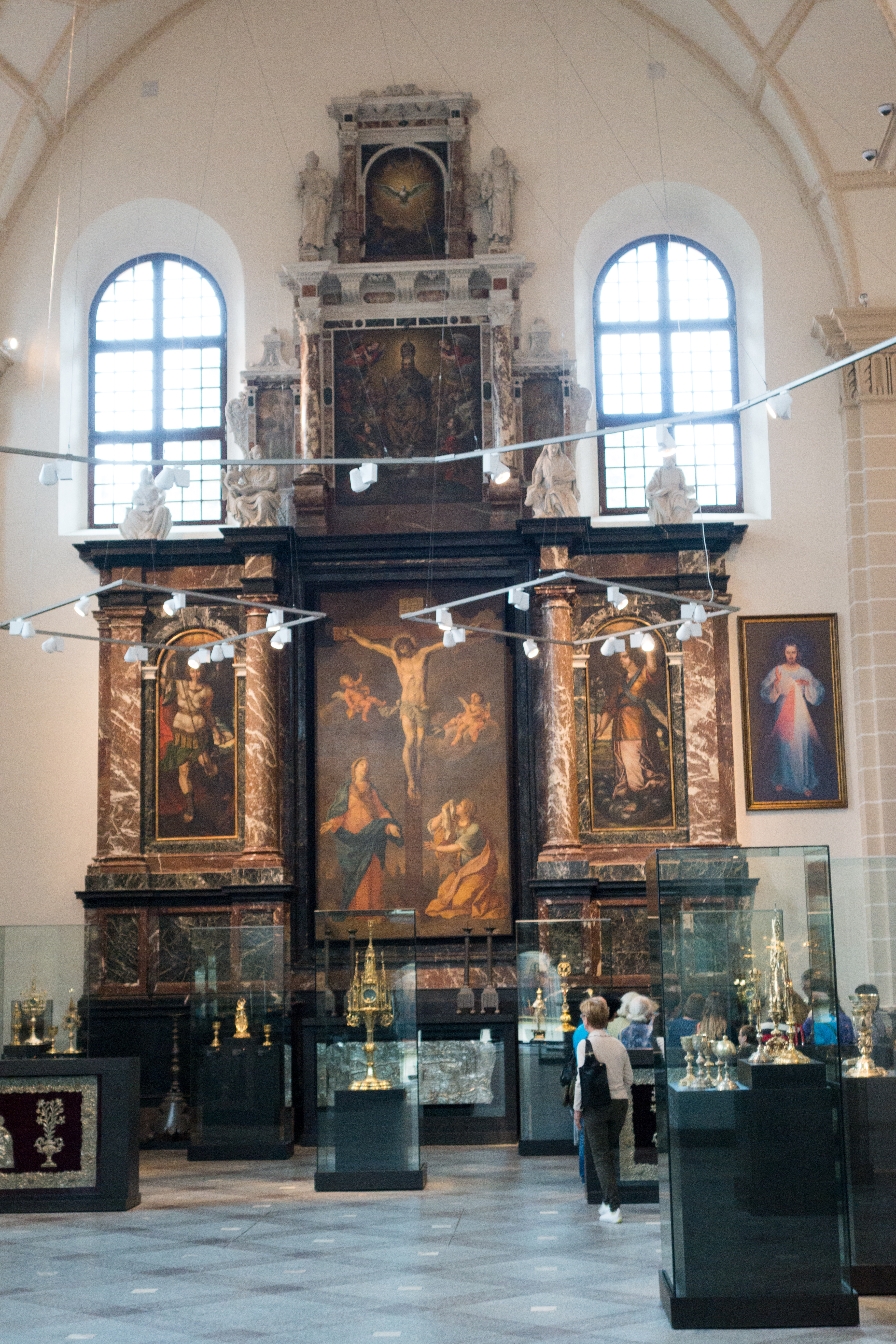
Altar mayor
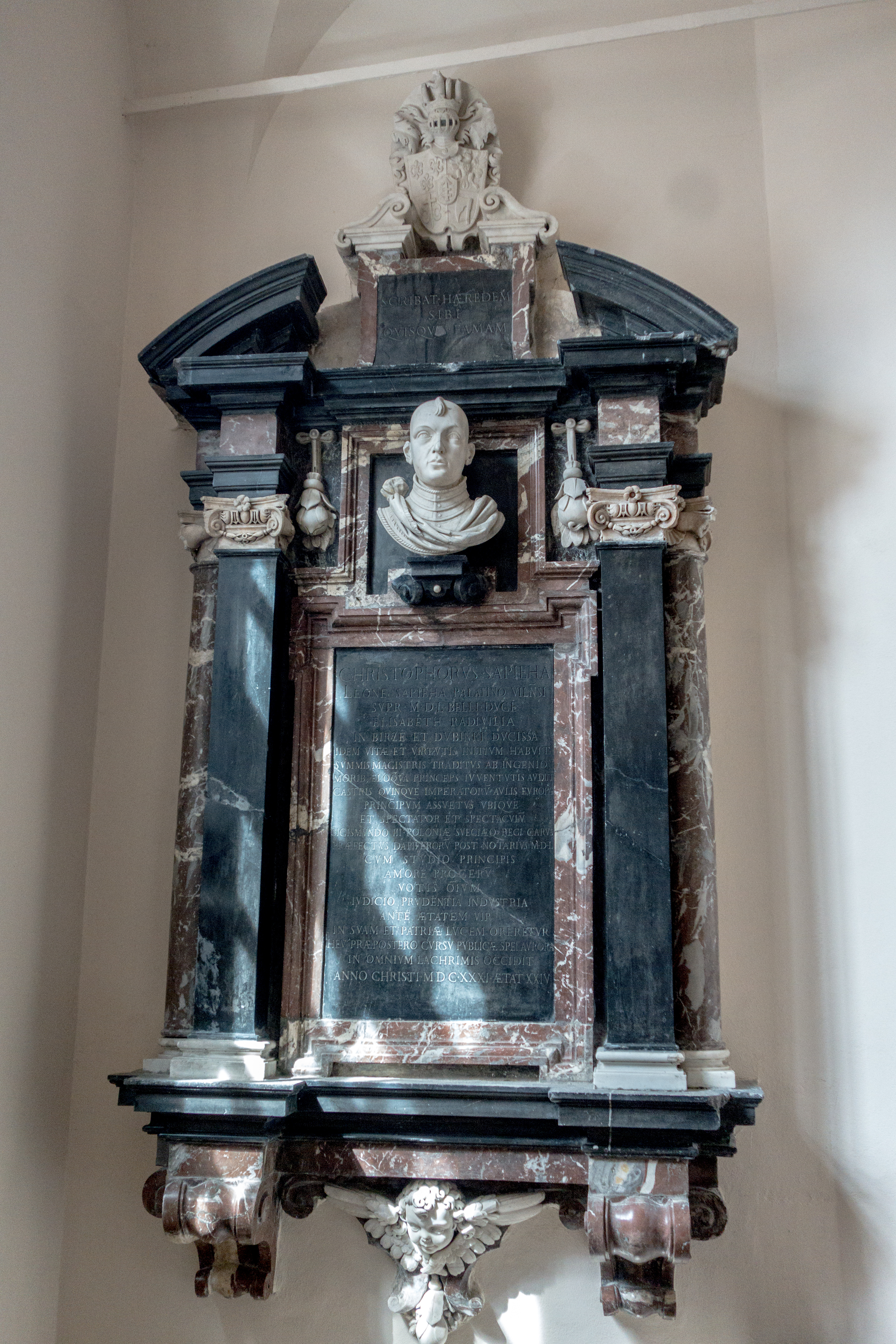
Tumba de Krzysztof Michał Sapieha